# Мартис
Мартис (итал. Martis) — коммуна в Италии, располагается в регионе Сардиния, в провинции Сассари.
Население составляет 630 человек (2008 г.), плотность населения составляет 27 чел./км². Занимает площадь 23 км². Почтовый индекс — 7030. Телефонный код — 079.
Покровителем коммуны почитается святой Пантелеимон, празднование 27 июля.

## Демография
Динамика населения:

## Администрация коммуны
- Официальный сайт: http://www.comune.martis.ss.it/